# کیوپینگتس
کیوپینگتس (به لهستانی:  Kiełpiniec) یک منطقهٔ مسکونی در لهستان است که در گمینا ستردنگ واقع شده‌است. کیوپینگتس  ۲۹۰ نفر جمعیت دارد.